# Trzecieniszki (rejon ostrowiecki)
Trzecieniszki – dawna kolonia. Tereny, na których była położona, leżą obecnie na Białorusi, w obwodzie grodzieńskim, w rejonie ostrowieckim, w sielsowiecie Gudogaje.
Dawniej używana nazwa – Trzeciszki.

## Historia
W czasach zaborów w gminie Polany, w powiecie oszmiańskim, w guberni wileńskiej Imperium Rosyjskiego.
W latach 1921–1945 kolonia leżała w Polsce, w województwie wileńskim, w powiecie wileńsko-trockim w gminie Worniany, a następnie w powiecie oszmiańskim, w gminie Polany.
W 1931 w 14 domach zamieszkiwało 81 osób.
Wierni należeli do parafii rzymskokatolickiej w Ostrowcu. Miejscowość podlegała pod Sąd Grodzki w Oszmianie i Okręgowy w Wilnie; właściwy urząd pocztowy mieścił się w Ostrowcu.